# Pierdonato Cesi (1583–1656)
Pierdonato Cesi (ur. w 1583 w Rzymie, zm. 30 stycznia 1656 tamże) – włoski kardynał.

## Życiorys
Urodził się w 1583 roku w Rzymie, jako syn Federica Cesiego i Pulcherii Orsini. Uzyskał doktorat z prawa, a następnie został referendarzem Najwyższego Trybunału Sygnatury Apostolskiej, klerykiem Kamery Apostolskiej i skarbnikiem generalnym Jego Świątobliwości. 16 grudnia 1641 roku został kreowany kardynałem prezbiterem i otrzymał kościół tytularny S. Marcello. W 1643 roku został legatem a latere w Perugii, a w okresie 1651–1652 był kamerlingiem Kolegium Kardynałów. Zmarł 30 stycznia 1656 roku w Rzymie.